# Tancherfi
Tancherfi (àrab تنشرفي) és una comuna rural de la província de Taourirt de la regió de L'Oriental. Segons el cens de 2014 tenia una població total de 6.433 persones.